# Cow Corner
Koordinaten: 50° 37′ 23″ N, 2° 11′ 57″ W
Cow Corner ist das nordwestlich-landwärtige Ende der Worbarrow Bay. Die Worbarrow Bay liegt im Südwesten der Halbinsel Isle of Purbeck circa 6 km südlich von Wareham und circa 10 km östlich von Swanage in der Grafschaft Dorset an der Südküste Englands. Sie bildet mit der sich westlich anschließenden Mupe Bay eine Art Doppelbucht, die durch die kleine Bay of Arish Mell in einen östlichen (Worbarrow Bay) und einen westlichen (Mupe Bay) Teil getrennt wird.

## Geologie

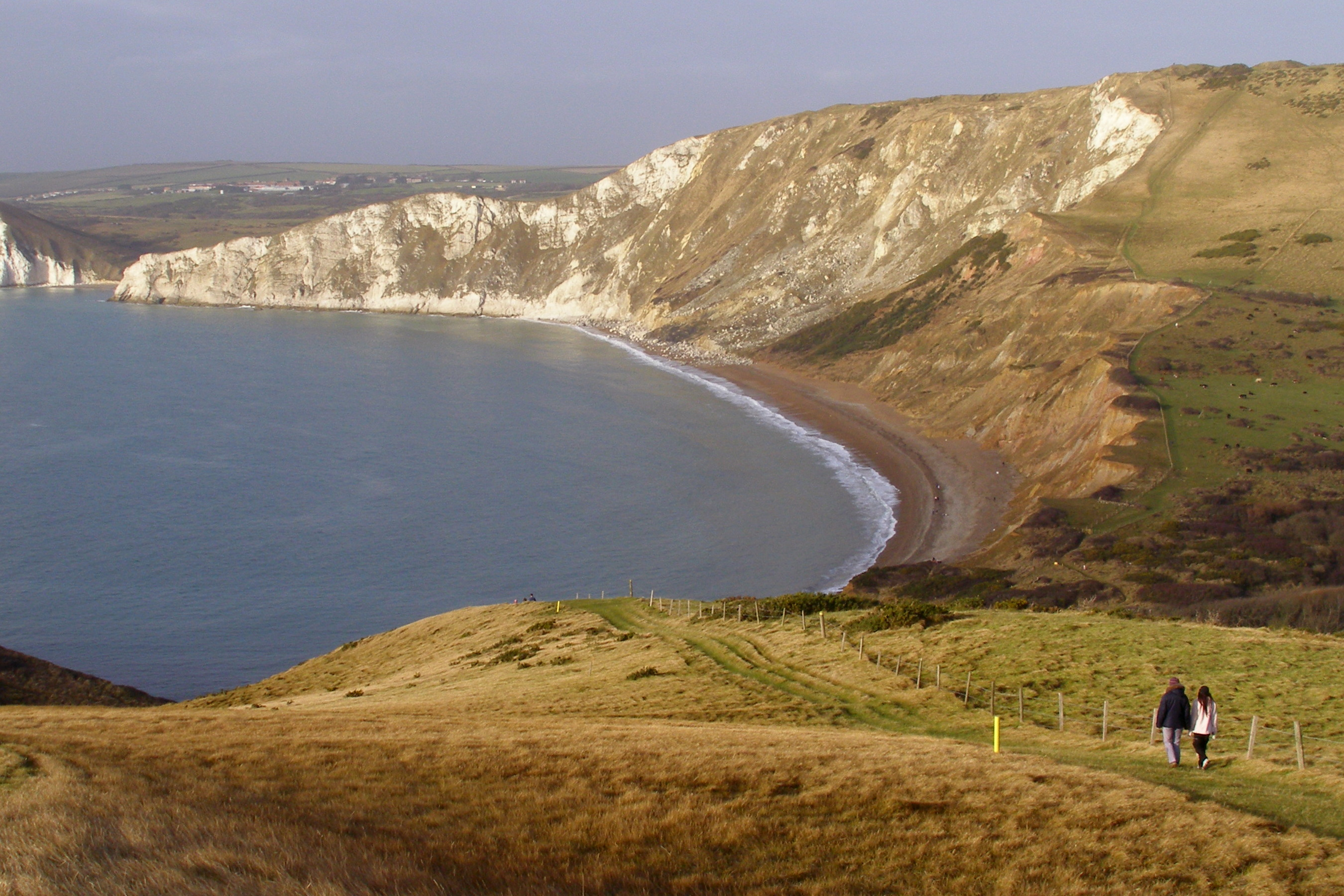
Blick auf die Steilküste in der Worbarrow Bay, aufgenommen von einem Ort mit dem Flurnamen Gold Down. Die Blickrichtung ist in etwa Nordwest. Im oberen Teil des Bildes ganz links ist die Bay of Arish Mell zu sehen. Rechts daneben der Felsen von Cow Corner, wiederum rechts daneben das Kliff des Rings Hill. Oberhalb von Cow Corner, im Bildhintergrund, das Dorf Burngate. Die weißlichen Steilwände bestehen aus Kalksteinen der Oberkreide („Chalk“), das bräunliche Kliff in der rechten Bildmitte besteht überwiegend aus Sandsteinen der Unterkreide („Wealden“).

Cow Corner ist Teil der Jurassic Coast, die seit 2001 Teil des Weltnaturerbes der UNESCO ist. Die Geologie der Isle of Purbeck ist sehr komplex, und das zeigt sich an diesem Küstenabschnitt sehr deutlich.
Die Abfolgen der Gesteine von Worbarrow Bay und Mupe Bay sind sich sehr ähnlich und faktisch gespiegelt. Die Kliffs im Süden, an der Rückseite der Doppelbucht, und damit auch die von Cow Corner, bestehen aus Kalksteinen der Oberkreide (landläufig als „Kreidefelsen“ bezeichnet). Hin zur Frontseite der Doppelbucht, in Richtung des offenen Meeres, schließen sich zunehmend ältere Gesteine an. Auf die Oberkreide folgen der Obere Grünsand, einschließlich des Gault-Tons, sowie die sandsteindominierten Wealden-Schichten der Unterkreide. Die sich daran anschließenden, lithologisch sehr abwechslungsreichen Purbeck-Schichten sind in ihrem tieferen Teil bereits oberjurassischen Alters. An der Front der Doppelbucht, im Bereich des kleinen Kaps Worbarrow Tout und der Mupe Rocks, bilden Kalksteine der oberjurassischen Portland-Stone-Formation den Abschluss der Abfolge. Alle Schichten sind tektonisch aufgerichtet worden und fallen mit etwa 45 bis 60 Grad ein.
- Siehe auch Geologie der Isle of Purbeck